# Mount Lindley
Mount Lindley är ett berg i Antarktis. Det ligger i Östantarktis. Australien gör anspråk på området. Toppen på Mount Lindley är 2 220 meter över havet, eller 666 meter över den omgivande terrängen. Bredden vid basen är 0,94 km.
Terrängen runt Mount Lindley är varierad. Trakten är obefolkad. Det finns inga samhällen i närheten.